# Poecilasthena inhaesa
Poecilasthena inhaesa là một loài bướm đêm trong họ Geometridae.